# كازوكي ساتو (لاعب كرة قدم مواليد 1993)
كازوكي ساتو (باليابانية: 佐藤 和樹) (مواليد 18 مايو 1993)، هو لاعب كرة قدم ياباني سابق كان يلعب كمدافع.

## وصلات خارجية
- كازوكي ساتو (1993) على موقع رابطة كرة القدم اليابانية للمحترفين (اليابانية)
- كازوكي ساتو (1993) على موقع قاعدة بيانات كرة القدم.إي يو (الإنجليزية)
- كازوكي ساتو (1993) على موقع Soccerway.com (الإنجليزية)
- كازوكي ساتو (1993) على موقع عالم كرة القدم.نت (الإنجليزية)